# Byards Leap
Byards Leap – wieś w Anglii, w hrabstwie Lincolnshire. Leży 23 km na południe od Lincoln i 172 km na północ od Londynu.